# Hillegommerbrug
De Hillegommerbrug is een ophaalbrug over de Ringvaart tussen Beinsdorp en Hillegom. 
De huidige brug is gebouwd in 1961 ter vervanging van een oudere draaibrug uit 1886, die op zijn beurt een veerpont verving. Vanaf 1957 werd gesproken over de bouw van een nieuwere brug, die beter in staat moest zijn om het het zwaardere en bredere vrachtverkeer te kunnen verwerken. In 1960 werd begonnen met de bouw en de brug werd op 29 januari 1961 geopend.
In 1985 werd het houten brugdek vervangen door een stalen brugdek. In 2015 bleek de hefinstallatie van de brug onbetrouwbaar, waardoor de brug enige tijd niet geopend kon worden. In 2016 werd de brug vernieuwd en is onder andere het brugdek vervangen. Omdat de brug regelmatig voor grote verkeersopstoppingen zorgt, werden maatregelen overwogen om verkeer te ontmoedigen er gebruik van te maken. Ook een mogelijk verbod op vrachtverkeer werd in 2017/2018 onderzocht, alsook een andere afstelling van de verkeerslichten.  
De brug is eigendom van en wordt beheerd door de gemeente Haarlemmermeer. De brug wordt handmatig bediend vanuit een brugwachtershuis aan de Hillegomse zijde.

## Bron
- Gemalen.nl - Haarlemmermeer 1900
- Mourik Groot-Ammers met werkzaamheden aan de brug in 2015/2016
- Haarlemmermeer.nieuws.nl - Ingerijpende verkeersmaatregelen Hillegommerbrug